# Придніпрянське (Полтавський район)

Село та прилеглі території, 1878 рік

Придніпрянське (до 2016 року — Радянське) — село в Україні, у Кобеляцькій міській громаді Полтавського району Полтавської області. Виникло в 1960-х після затоплення села Старий Орлик водами Кам'янського водосховища.

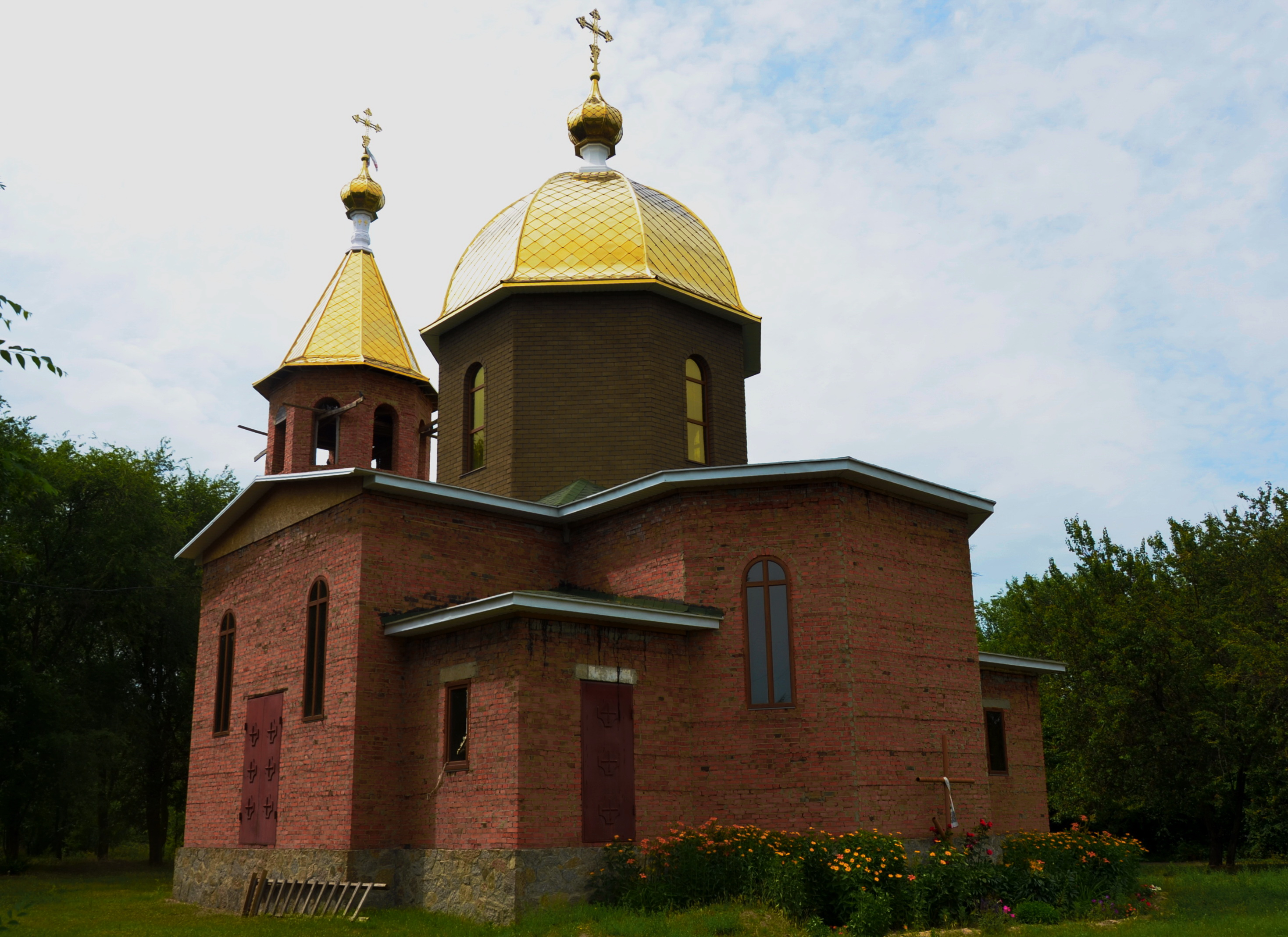
Нова церква в селищі Придніпрянське

Населення становить 1711 осіб. До 2020 орган місцевого самоврядування — Придніпрянська сільська рада.

## Географія
Село Придніпрянське знаходиться на лівому березі річки Оріль в місці її витікання з Кам'янського водосховища (в цьому місці течію річки змінено на протилежну), нижче за течією на відстані 1 км розташоване село Молодіжне.  

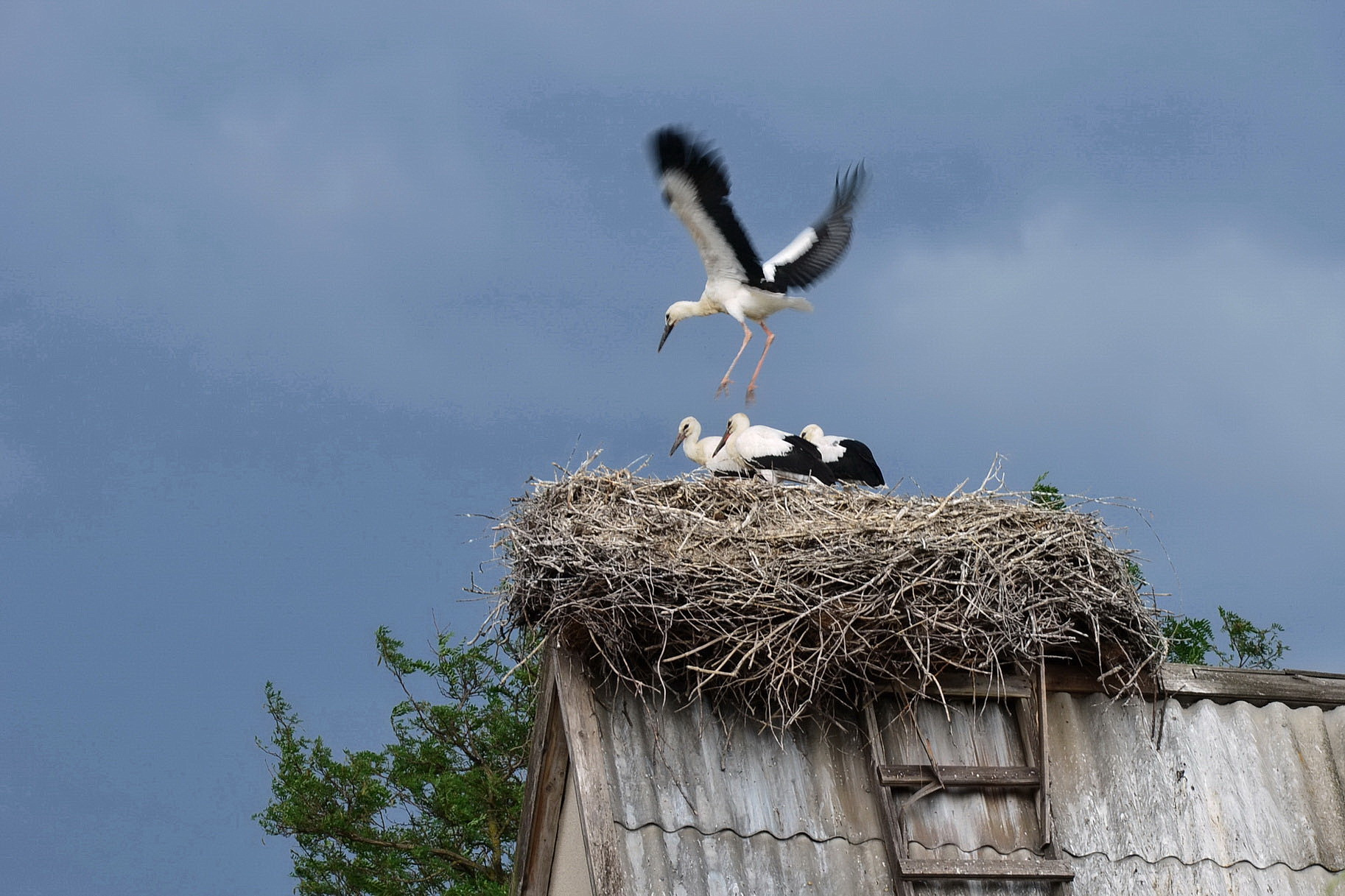
Символи доброти

## Історія
Існує версія, що два історичні села Старий і Новий Орлик отримав Пилип Орлик як посаг за дружиною.
12 червня 2020 року, відповідно до розпорядження Кабінету Міністрів України № 721-р «Про визначення адміністративних центрів та затвердження територій територіальних громад Полтавської області», село увійшло до складу Кобеляцької міської громади.
19 липня 2020 року, в результаті адміністративно-територіальної реформи та ліквідації Кобеляцького району, село увійшло до складу новоутвореного Полтавського району Полтавської області.

## Економіка
- СК «Придніпрянське.

## Об'єкти соціальної сфери
- Дитячий садок «Сонечко».
- Школа.
- Будинок культури.

## Релігія
- Миколаївська церква.

## Пам'ятки
- Регіональний ландшафтний парк «Нижньоворсклянський».
- На початку 20 століття в селі існувала дерев'яна церква. У 1930-х закрита і перетворена на сільський клуб. Під час переселення із зони затоплення Кам'янським водосховищем будівлю розібрано, перенесено на тік колгоспу «Радянський» і перетворено на комору.[4]

## Люди
- Гальчинська-Куліш Віра Михайлівна — поетеса.
- Гриценко Тамара Олександрівна — бандуристка, співачка, народна артистка УРСР.
- Зарубін Леонід Семенович — український режисер. Працював в жанрі лялькової анімації.
- Косаревська Анастасія Савеліївна (1918—1993) — українська скульпторка.
- Сосновий Дмитро Григорович — український архітектор, лауреат Шевченківської премії.
- Сусідко Петро Іванович (1924—1998) — вчений-ентомолог, доктор біологічних наук, академік ВАСГНІЛ, академік РАСГН.

## Світлини

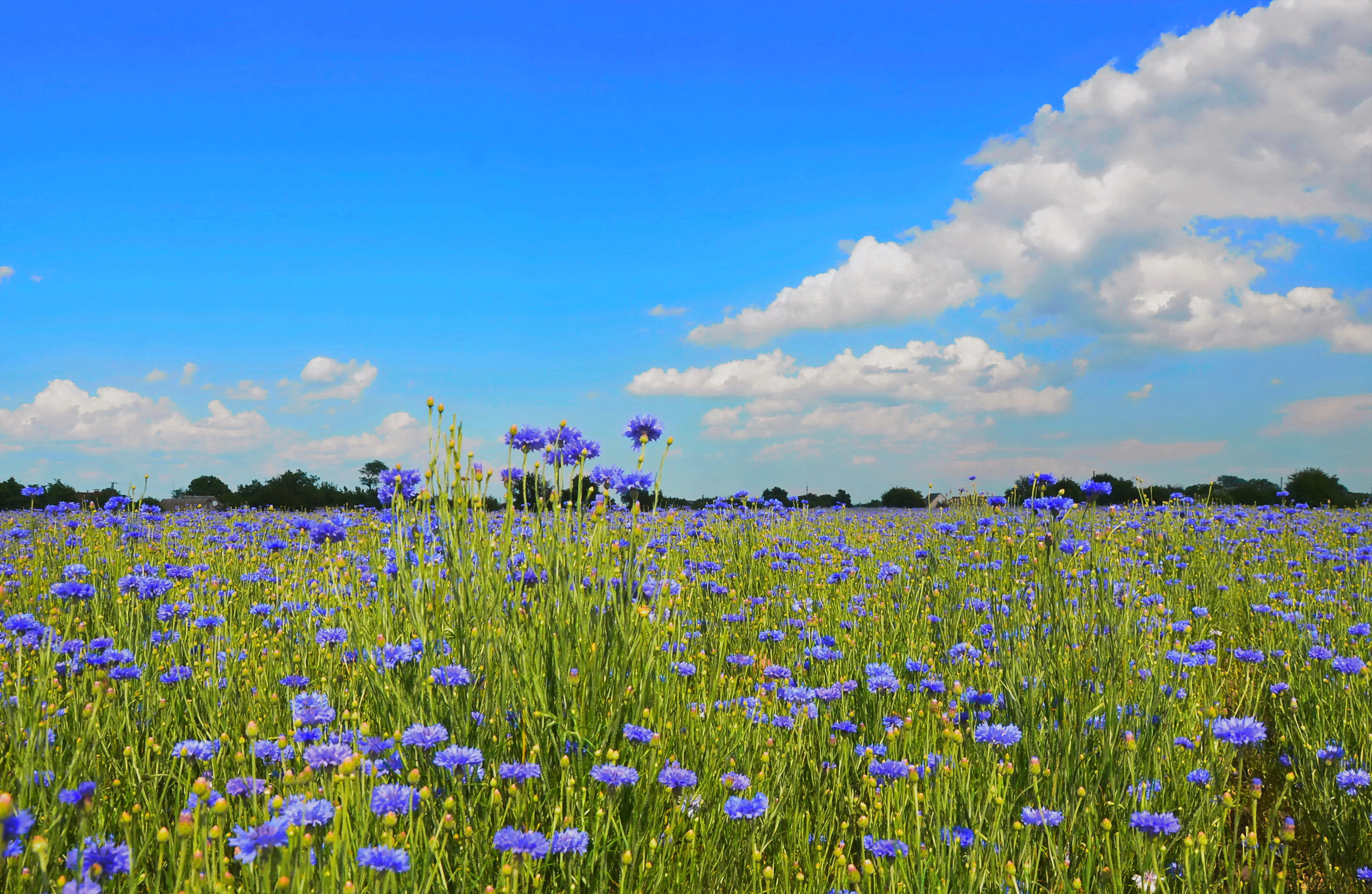
Че́рвень в с. Придніпрянському
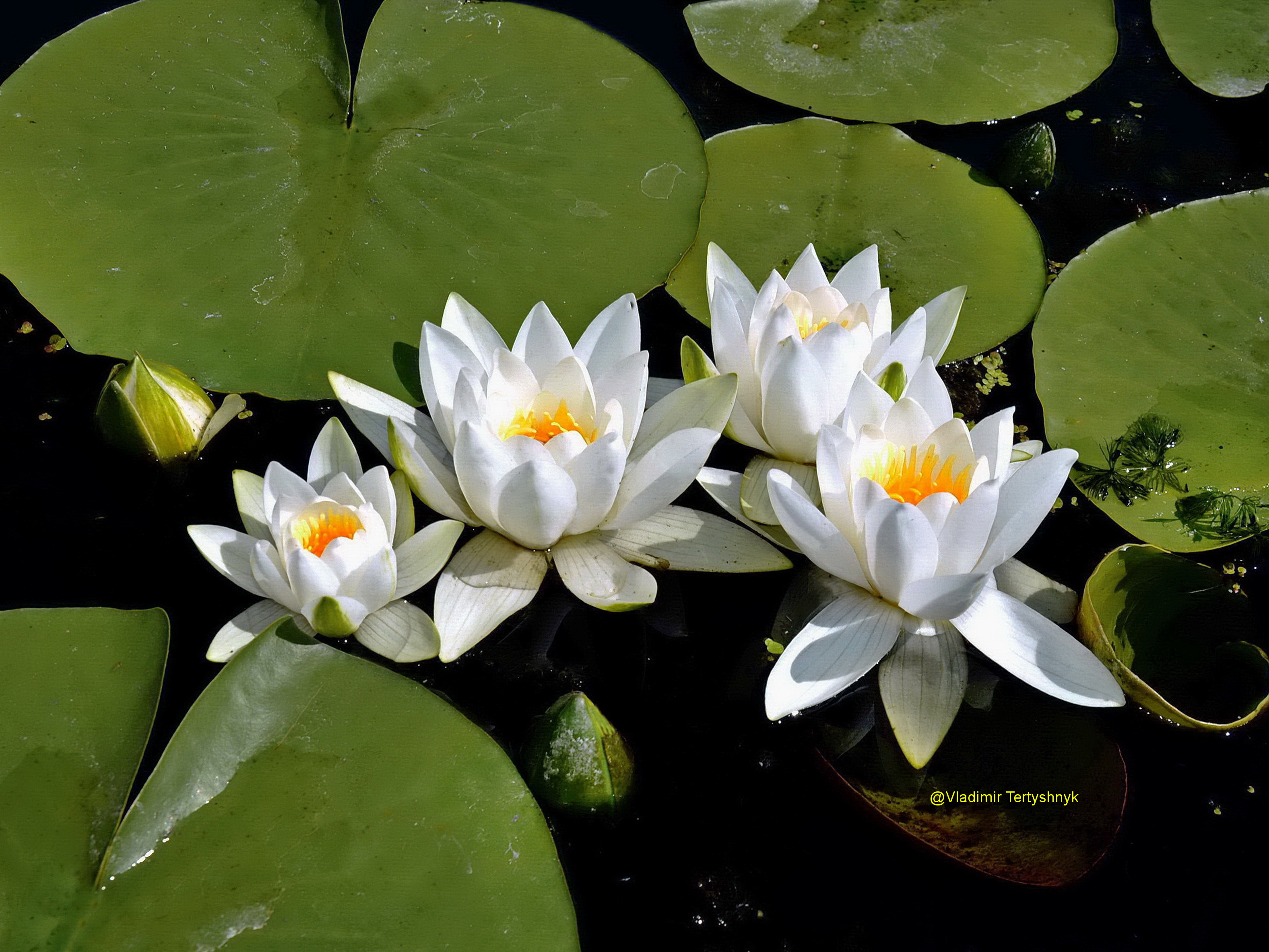
Лілеї на Орілі
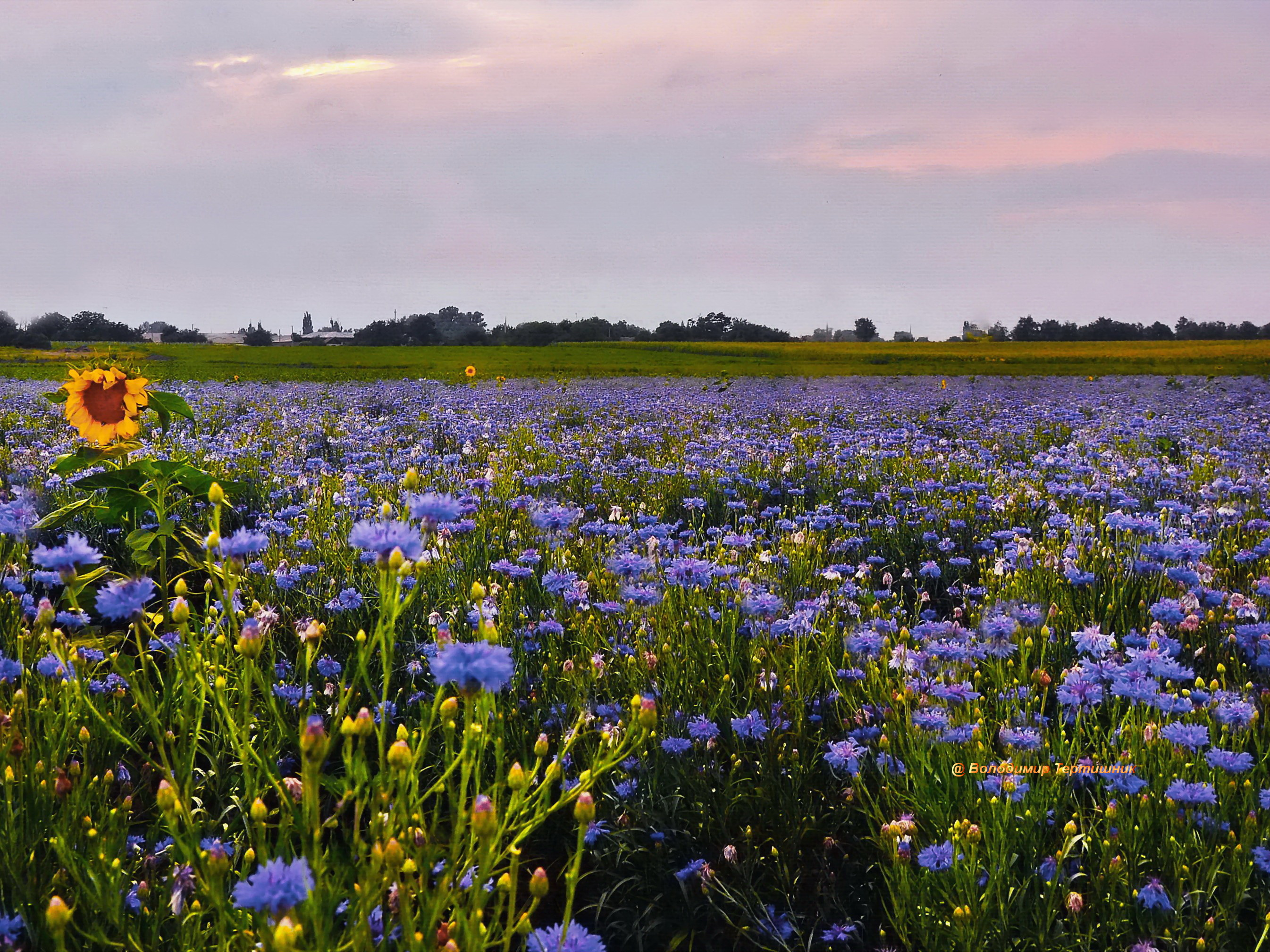
Поле волошок
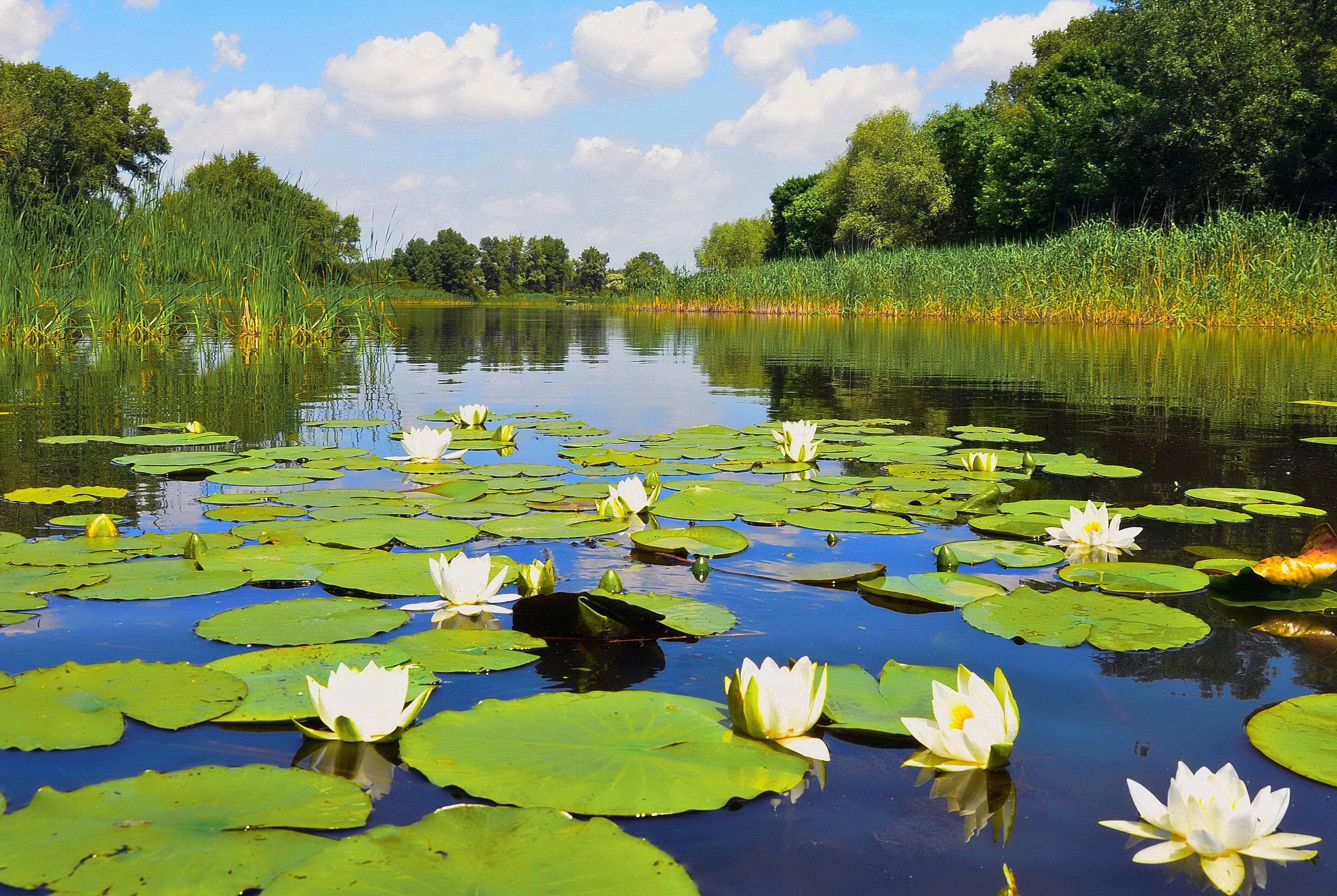
Оріль біля Придніпрянського
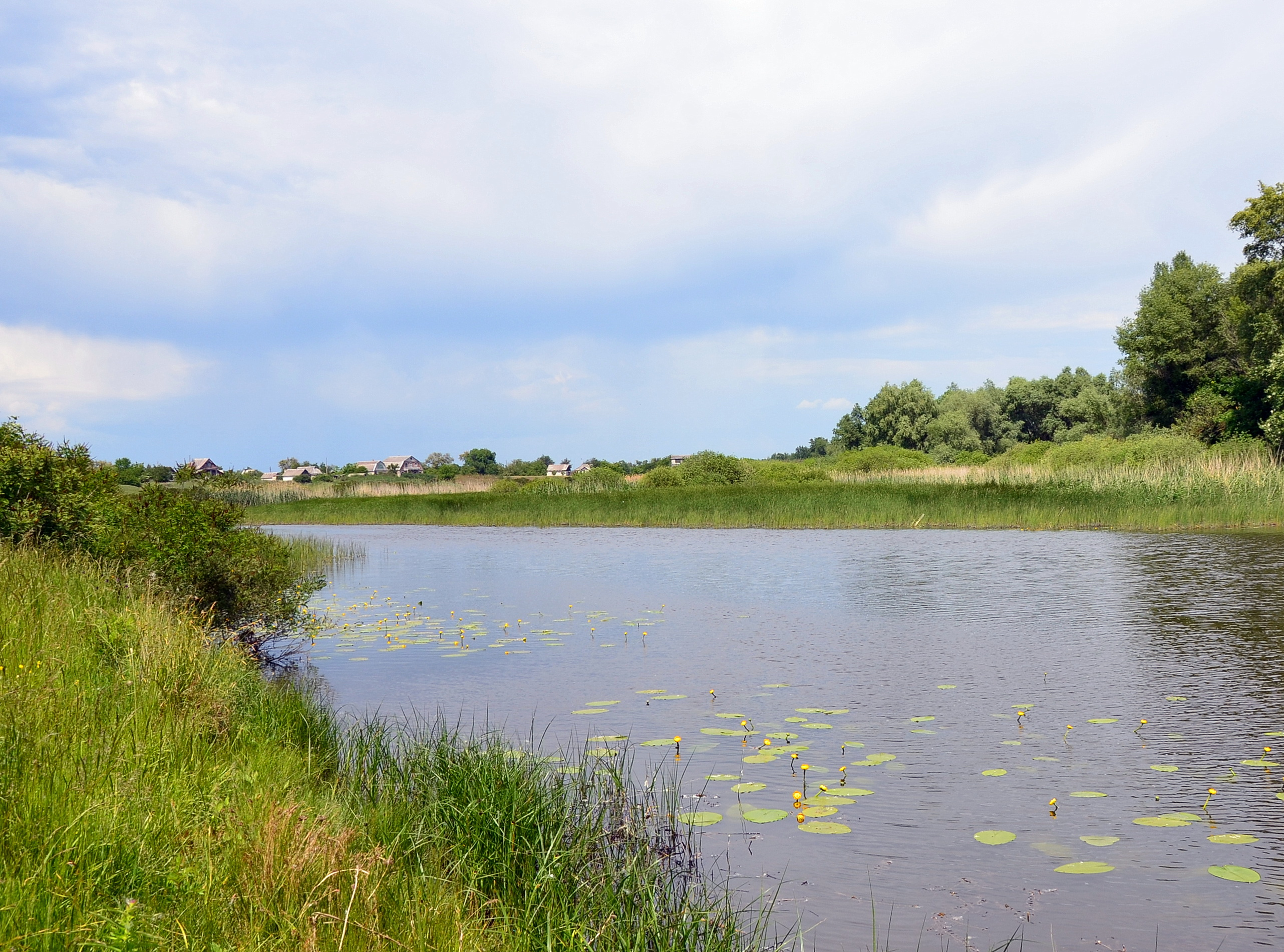
Травень на околицях Придніпрянського
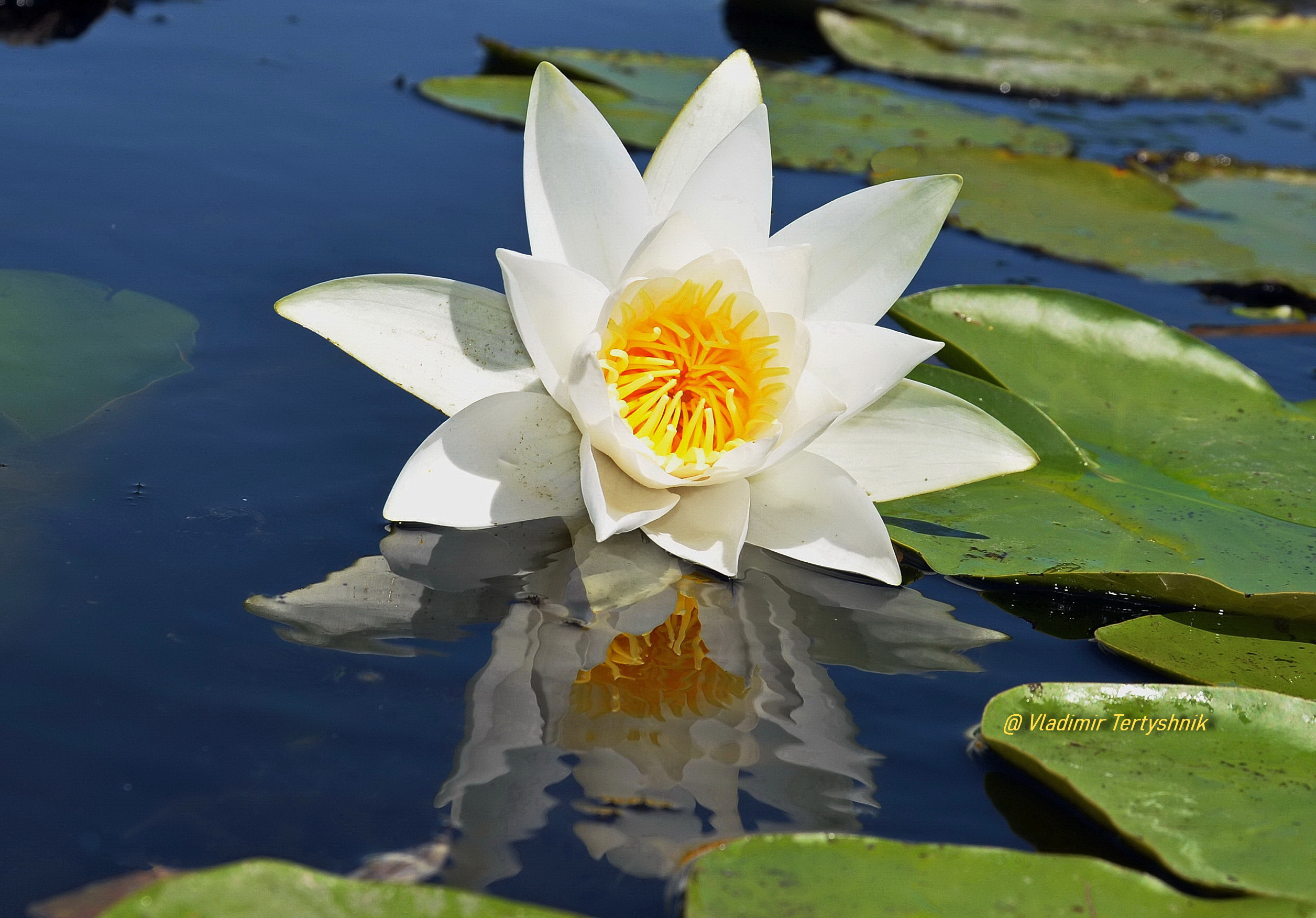
Лілея - краса України на р. Оріль поблизу Придніпрянського
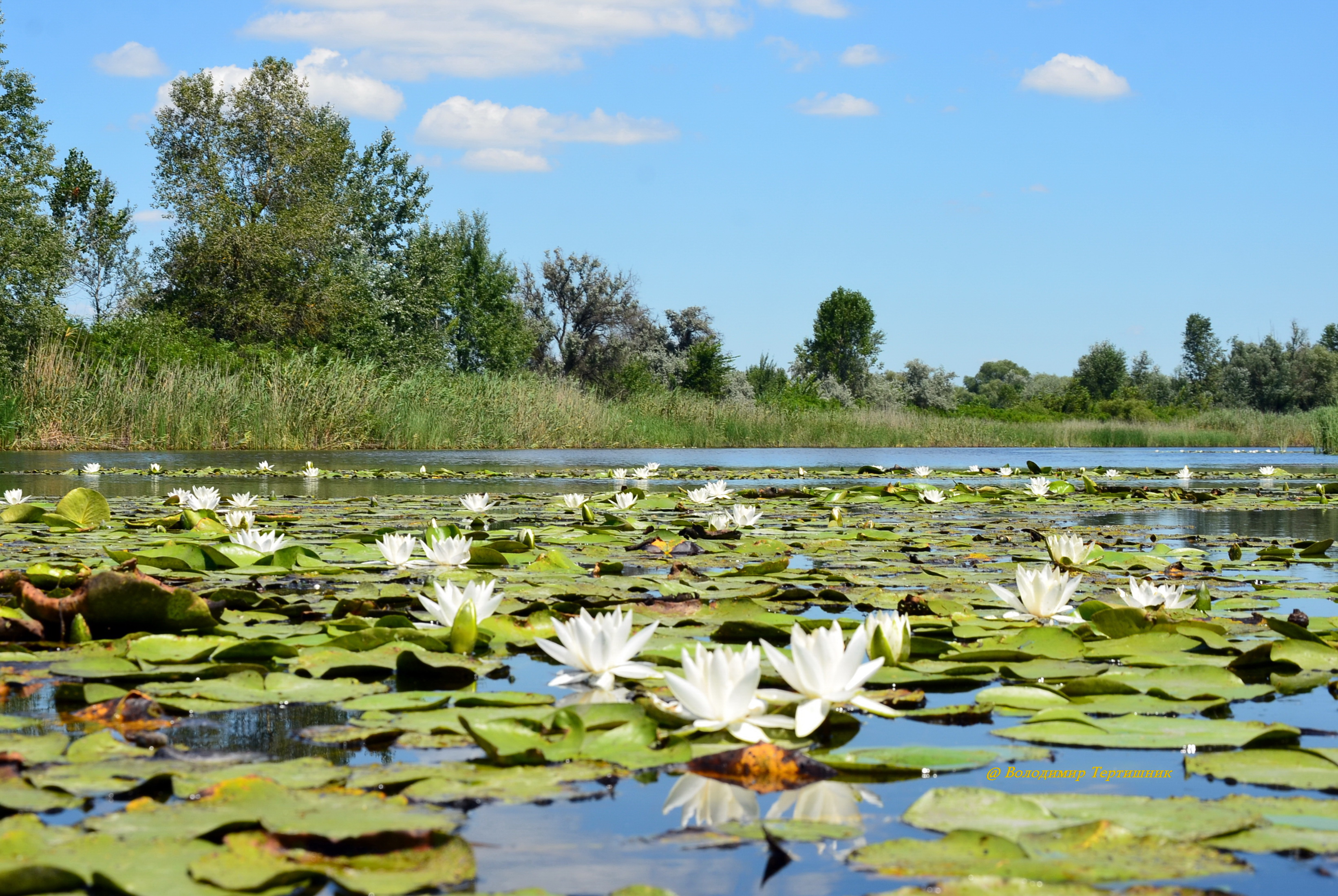
Біла краса Орелі поблизу Придніпрянського